# Gianfranco Pandolfini
Gianfranco Pandolfini (* 16. September 1920 in Florenz; † 3. Januar 1997 ebenda) war ein italienischer Wasserballspieler. Er war Europameister 1947 und Olympiasieger 1948.

## Karriere
Gianfranco Pandolfini spielte zusammen mit seinem Bruder Tullio bei Rari Nantes Florentia, 1948 wurden sie mit Florenz italienischer Meister.
Nach dem Zweiten Weltkrieg wurde die erste Europameisterschaft in Monte Carlo ausgetragen. Die italienische Mannschaft siegte mit Pasquale Buonocore, Gildo Arena, Emilio Bulgarelli, Aldo Ghira, Mario Majoni, Geminio Ognio, Gianfranco Pandolfini, Tullio Pandolfini, Luigi Raspini, Umberto Raspini und Cesare Rubini. Die Italiener gewannen ihre Vorrundengruppe und besiegten in der Finalrunde die Mannschaften aus Schweden und Belgien. Im Jahr darauf trat die italienische Mannschaft bei den Olympischen Spielen in London mit neun Europameistern an, nur die Brüder Raspini fehlten. Die italienische Mannschaft siegte vor Ungarn und den Niederlanden. Die Italiener spielten in der Vorrunde Unentschieden gegen Jugoslawien, gewannen aber alle anderen Partien. Stürmer Gianfranco Pandolfini war in sechs der acht Partien dabei und warf gegen Australien zwei Tore.